# Siebenrockiella leytensis
La tartaruga di foresta di Palawan (Siebenrockiella leytensis Taylor, 1920) è una rarissima specie di tartaruga della famiglia dei Geoemididi.

## Descrizione
Il carapace, che può raggiungere i 300 mm di lunghezza, varia in colore dal marrone-castano al marrone scuro al giallo pallido. Il piastrone è marrone-castano o giallo pallido e in alcuni individui sono presenti delle macchie nere. La testa è marrone scuro con una tipica macchia nera e punteggiature rosa-arancio. Una distintiva fascia bianca o gialla attraversa la testa trasversalmente dietro la regione del timpano. Le femmine depongono 1-2 uova di un colore rosa opaco e oblunghe.

## Distribuzione e habitat
Specie endemica delle Filippine, ristretta al gruppo di isole di Palawan, nella regione occidentale dell'arcipelago. Vive in ambienti forestali dal livello del mare fino a circa 300 m d'altitudine. Predilige le foreste di pianura incontaminate, ma la si può trovare anche in foreste disturbate e frammentate ed in aree coltivate. Vive in pozze, torrenti, fiumi a portata media, laghi e paludi.

## Conservazione
Considerata a grave rischio d'estinzione a causa del commercio illegale. Non si adatta alla vita in cattività per la sua sensibilità agli stress e per il comportamento territoriale estremamente aggressivo dei maschi.